# Parvovirus B19
Il Parvovirus B19 (Primate Erythroparvovirus B19) è un virus a DNA della famiglia Parvoviridae, appartenente al genere Erythrovirus infettante con alta specificità per l'uomo. La scoperta del virus è avvenuta nel 1974 e prende il nome dalla posizione della provetta (colonna B, posizione 19) della piastra per microtitolazione dove fu scoperto. Esso è la causa della cosiddetta quinta malattia o eritema infettivo.
Il bersaglio del virus sono le cellule nucleate che appartengono alla serie eritroide, precursori degli eritrociti. Queste sono le uniche cellule permissive nei confronti di una eventuale infezione.
Esse infatti dispongono dello specifico recettore (l'antigene eritrocitario P o globoside P) ed inoltre sono cellule in proliferazione, caratteristica determinante per la possibile replicazione virale, che necessita di fattori presenti solo in fase S di replicazione cellulare.

## Epidemiologia
Un consistente aumento dei casi di infezioni da Parvovirus B19 è segnalato ogni 3 o 4 anni. L'ultima epidemia considerevole risale al 1998. Attacchi epidemici possono frequentemente verificarsi negli asili e nelle scuole.
Il Parvovirus B19 infetta solo la specie umana. I parvovirus che infettano cani e gatti non si trasmettono all'uomo, ma se per questi ultimi è possibile allestire un vaccino, esso non è invece realizzabile per il parvovirus B19.

## Patogenesi
Frequentemente contratta durante l'infanzia, l'infezione si trasmette nella maggioranza dei casi per via aerea.
Tra la popolazione adulta, la ricerca di anticorpi è positiva in un 70% circa dei casi, a causa di un contatto col virus avvenuto durante l'infanzia.
I sintomi dell'infezione, anche se spesso non ne presenta, compaiono dopo 6 giorni dal contagio e si protraggono per circa una settimana, durante la quale si ritiene che i soggetti infetti non trasmettano più il virus.
Individui che possiedono nel sangue anticorpi IgG sono considerati immuni, anche se non è del tutto da escludere una possibile nuova infezione.
In una certa quota di individui l'infezione da B19 vede la comparsa di un esantema che prende nome di eritema infettivo o megaloeritema o quinta malattia. L'endotelio viene infatti danneggiato da immunocomplessi. Resta comunque una patologia autolimitante a decorso benigno.
In un 10% di soggetti, sempre per lesioni provocate da immunocomplessi, si possono verificare manifestazioni artritiche con atralgie. in età adulta la percentuale di queste possibili manifestazioni aumenta fino anche al 35% negli uomini e 85% nelle donne.
A causa dell'infezione che vede la morte di cellule della linea eritroide si osserva un arresto dell'eritropoiesi, che in soggetti la cui funzionalità midollare non sia regolare (come in anemie emolitiche di tipo cronico) può portare alla cosiddetta crisi aplastica transitoria.
Questa manifestazione vede una caduta del livello di emoglobina, scomparsa di reticolociti nel sangue e una ipoplasia di cellule della serie eritroide nel midollo osseo.
Trombocitopenia e neutropenia possono aggiungersi al quadro clinico dell'infezione richiedendo quindi una rapida e adeguata terapia.
Normalmente la risposta anticorpale, di anticorpi neutralizzanti, è pronta ed efficace. Essa risulta invece non sufficiente in pazienti immunodepressi (per varie cause quali trattamento di chemioterapia, infezioni da HIV o anche congenite) tanto da portare verso un quadro di anemia cronica.
È da considerare con attenzione, poi, una possibile infezione in gravidanza, che espone il feto al rischio di infezione per passaggio attraverso la placenta del virus e sviluppo di idrope fetale

## Diagnosi
Il virus non è facile da isolare e andrà cercato nelle cellule precursori della serie eritroide. Il virus viene ricercato nel sangue periferico, dove è possibile trovare il virus stesso in concentrazioni elevate nella fase acuta dell'infezione, mentre risulta una concentrazione ridotta nelle altre fasi.

Nella fase cronica si utilizzano per rilevare il DNA del parvovirus tecniche di amplificazione genomica (reazione a catena della polimerasi o PCR), essendo appunto ridotta la presenza del virus.

Inoltre è comunque possibile ricercare il DNA virale nelle cellule del midollo osseo ma anche nel sangue fetale e nel liquido amniotico.
Le tecniche immunoenzimatiche ELISA sono le più usate per la ricerca anticorpale, prevalentemente di anticorpi di classe IgM per le infezioni recenti o attraverso valutazioni del titolo anticorpale che può essere aumentato.
Nei casi delle atralgie o dell'eritema infettivo, manifestazioni prodotte dalla presenza di immunocomplessi, la ricerca sierologica ha un particolare significato.

## Terapia
Per quanto riguarda la terapia, attenzione andrà posta in particolari casi. In primo luogo nella crisi aplastica transitoria, dove la manifestazione andrà controllata con trasfusioni di sangue, per evitare aggravamento del quadro clinico.
Nei pazienti immunocompromessi vengono invece somministrate immunoglobuline umane, essendo scarsa la produzione delle stesse.
| Controllo di autorità | Thesaurus BNCF 69840 · BNF (FR) cb125716777 (data) |